# Cerastium gibraltaricum
Cerastium gibraltaricum Boiss., es una especie perteneciente a la familia de las cariofiláceas.

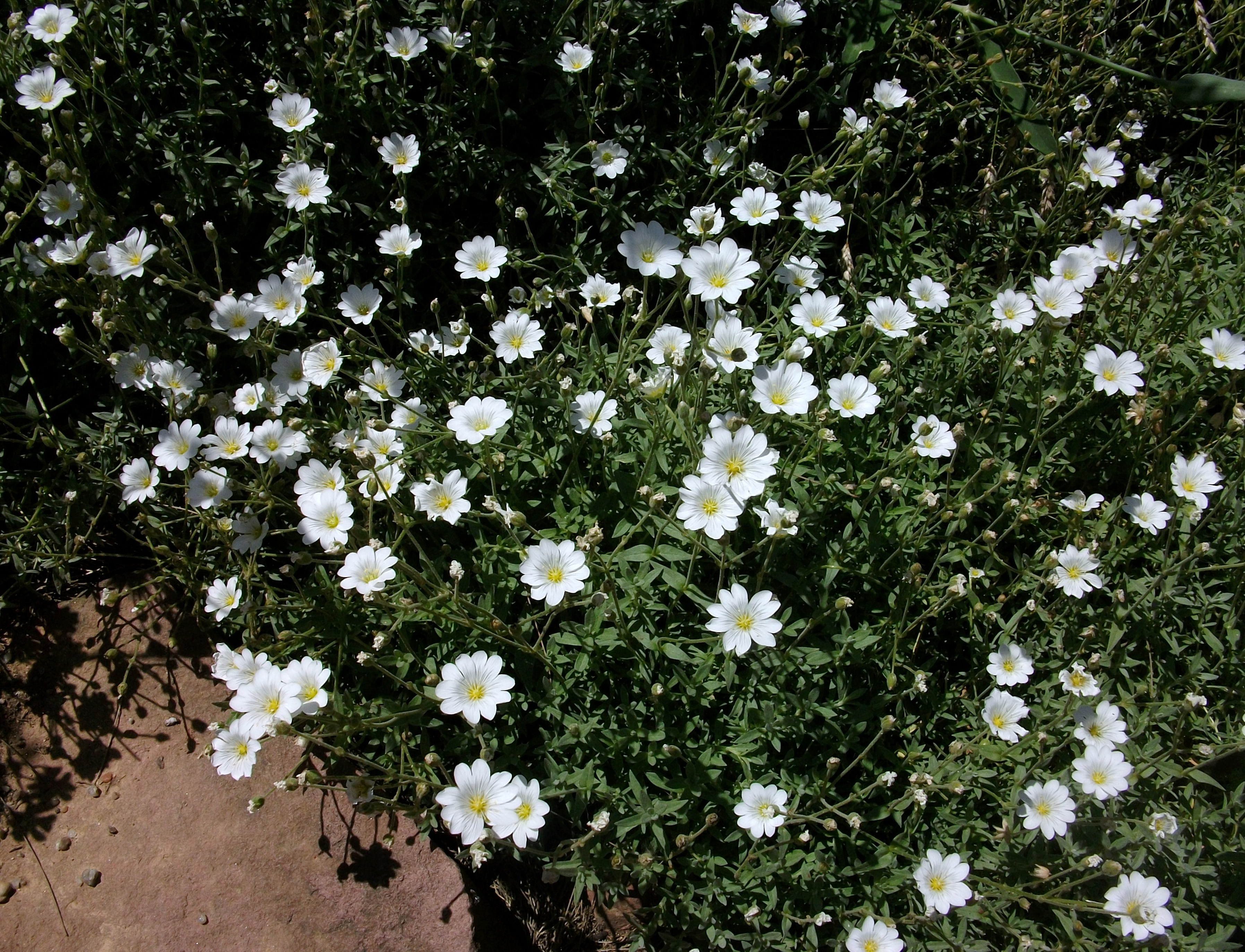
Vista de la planta

## Descripción
Planta vivaz tomentosa, blanca o cenicienta, o más o menos glabrescente y verde; forma céspedes laxos; rizoma delgado, muy ramoso, emite tallos estériles o floríferos, pudiendo alcanzar 30 cm de largo, a menudo tumbados y radicantes; hojas todas sésiles; las inferiores anchas obovadas, poco pelosas; las otras más estrechas, linear-lanceoladas o estrechamente lanceoladas pudiendo alcanzar 3,5 × o,5 cm, blancas y tomentosas por los pelos crespos.

## Distribución y hábitat
Sierra de Grazalema y Sierra Bermeja en las provincias de Cádiz y Málaga, en España. En Marruecos en el Rif y en el Atlas Medio. En bosques claros, pastos, en fisuras de roquedales y rocas calcáreas y silíceas bien regadas.

## Taxonomía
Cerastium gibraltaricum fue descrita por  Pierre Edmond Boissier y publicado en Elench. Pl. Nov. 24 1838.
Citología
Número de cromosomas de Cerastium gibraltaricum (Fam. Caryophyllaceae) y táxones infraespecíficos: 2n=72
Etimología
Cerastium: nombre genérico que proviene del griego: keras (= cuerno), probablemente refiriéndose a la forma de los frutos del género. Fue latinizado más tarde por el botánico alemán Johann Jacob Dillenius (1684-1747) y luego, eventualmente asumida por Carlos Linneo en 1753. 
gibraltaricum: epíteto geográfico que alude a su localización en Gibraltar.
Sinonimia
- Cerastium boissieri Gren.[4]

## Nombre común
- Castellano: cerastio de Granada, fregones.[5]